# Оксид молибдена(VI)
Оксид молибдена(VI) (триоксид молибдена, триоксомолибден, молибдит) — бинарное неорганическое химическое соединение кислорода с молибденом. Химическая формула {\displaystyle {\mathsf {MoO_{3}}}}. Это соединение производится в крупных масштабах из любого соединения молибдена.  Это соединение используется в качестве сырья для производства металлического молибдена.

Степень окисления молибдена в этом соединении равна +6.

## Структура

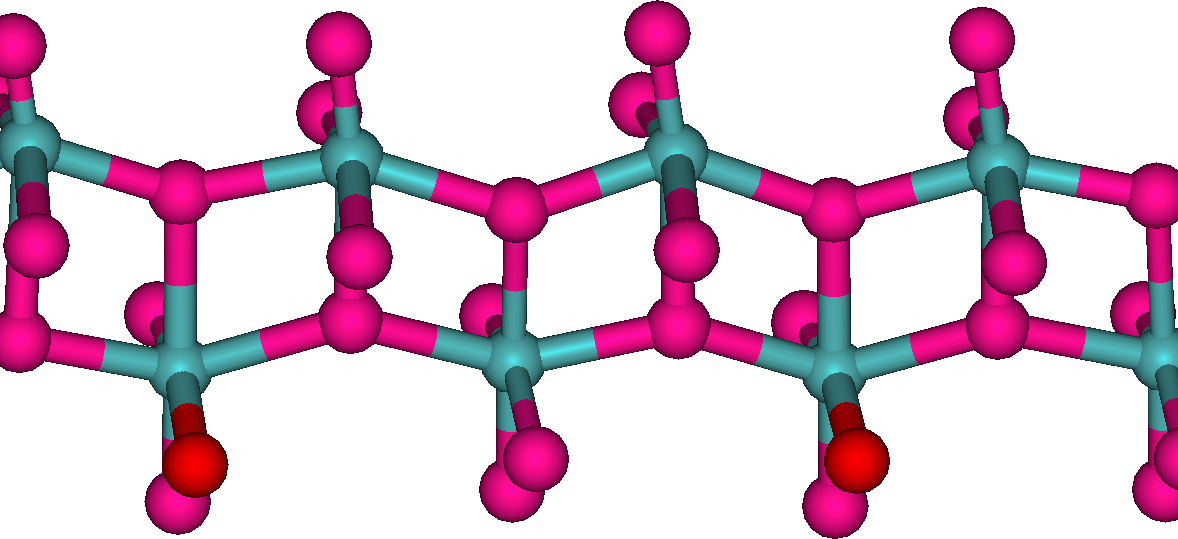
Секция цепочки обмена октаэдров по краям. Атомы кислорода указаны красным цветом

В газовой фазе, три атома кислорода вместе связаны с центральным атомом молибдена. В твердом состоянии безводный {\displaystyle {\mathsf {MoO_{3}}}} состоит из слоев искаженных октаэдров {\displaystyle {\mathsf {MoO_{6}}}} в ромбической форме кристаллов. Края октаэдров образуют цепочки, которые соединены с атомами кислорода, которые и образуют слои. Октаэдры имеют один короткую связь O—Mo с несоединенным кислородом.

## Свойства и получение
Слабо парамагнитные двулучепреломляющие белые орторомбические кристаллы слоистой структуры, желтеющие при нагревании. Реагирует с кислотами, щелочами, раствором аммиака и сульфида натрия. Растворяется  в избытке растворов щелочей или карбонатов щелочных металлов, в воде малорастворим (1,3 грамма на литр при 25 градусах) . Триоксид молибдена производится промышленным методом обжига дисульфида молибдена — главной руды молибдена:
{\displaystyle {\mathsf {2MoS_{2}+7O_{2}\rightarrow 2MoO_{3}+4SO_{2}}}}
Получается прокаливанием молибдена на воздухе при высокой температуре:
{\displaystyle {\mathsf {2Mo+3O_{2}{\xrightarrow {570^{\circ }C}}2MoO_{3}}}}
Лабораторный синтез предполагает подкисление водного раствора молибдата натрия с хлорной кислотой. При этом получаются диаква-триоксид молибдена и перхлорат натрия:
{\displaystyle {\mathsf {Na_{2}MoO_{4}+2HClO_{4}+H_{2}O\rightarrow MoO_{3}(H_{2}O)_{2}+2NaClO_{4}}}}
Диаква-триоксид молибдена легко теряет воду, давая моногидрат. Оба - вещества ярко-желтого цвета. Молибденовый ангидрид растворяется в воде, образуя «молибденовую кислоту» (MoO3 · (2) H2O).

## Применение
Молибденовый ангидрид используется в производстве металлического молибдена, который служит как добавка в сталь и коррозионно-стойкие сплавы.
Влечет за собой соответствующие преобразования из MoO3 в реакции с водородом при повышенных температурах:
{\displaystyle {\mathsf {MoO_{3}+3H_{2}{\xrightarrow {t^{\circ }}}Mo+3H_{2}O}}}
Кроме того, является сокатализатором для использования в промышленном производстве акрилонитрила путём окисления пропилена и аммиака.

Из-за своей слоистой структуры и благодаря свойству пары ионов MoVI/MoV данный оксид представляет интерес для использования в электрохимических устройствах и дисплеях.